# خوان جوزيف
خوان جوزيف (بالإنجليزية: Juan Joseph)‏ هو لاعب كرة قدم أمريكية ولاعب كرة القدم الكندية أمريكي، ولد في 26 أغسطس 1987 في جيفيرسون في الولايات المتحدة، وتوفي في 16 نوفمبر 2014 في باتون روج في الولايات المتحدة.